# 傅京孙
傅京孙（英語：King-Sun Fu，1930年10月2日—1985年4月29日），美籍华裔科学家，模式识别与机器智能领域的先驱之一，被誉为“模式识别之父”。他参与创办了国际模式识别协会并任首任主席。
他是“智能控制”这一概念的提出者，并建立了句法模式识别理论。

## 生平
傅京孙是浙江丽水人，出生于南京。1949年前往台湾。他于1953年毕业于国立台湾大学电机系。后赴加拿大、美国留学，先后获多伦多大学应用科学硕士学位、伊利诺伊大学厄巴纳-香槟分校电机系博士学位。此后曾短暂任职于波音公司。1961年起任教于普渡大学。
傅京孙是电气电子工程师学会（IEEE）会士（1971年）、美国国家工程院院士（1976年）、中央研究院院士（1978年）。
他还是首届国际模式识别大会（International Conference Pattern Recognition，缩写ICPR）主席。该会议后来发展成为国际模式识别协会，他当选为首任主席。此外，他还是IEEE机器智能与模式识别委员会首任主席、《模式分析与机器智能学报》主编。
1985年，傅京孙在美国华盛顿特区因心脏病发逝世，终年55岁。